# 大二号回族乡
大二号回族乡，是中华人民共和国河北省张家口沽源县下辖的一个乡镇级行政单位。

## 行政区划
大二号回族乡下辖以下地区：
二号街村、天立泉村、东大二号村和西大二号村。